# Gaswerk Roßau
Das Gaswerk Roßau im heutigen 9. Wiener Gemeindebezirk Alsergrund (siehe auch Rossau (Wien)) war das erste privat geführte Gaswerk in Wien.

## Geschichte
Auf Grundlage seines in den größten Gasometern von London und Paris erworbenen Wissens produzierte der Apotheker Georg Pfendler zunächst Gas für den Eigenbedarf, um damit sowohl seine alte Feld-Apotheke in der Bischofgasse 633 (spätere Entsprechung: Rotenturmstraße 3) als auch seine Apotheker-Halle in der Roßau, Schmidgasse 153–154 (spätere Entsprechung: Porzellangasse 7), zu beleuchten und, nicht zuletzt, auch Kunden mit dem in Behältern abgefülltem Gas zu beliefern.
Nach dem Verkauf der Apotheke wurde dem promovierten Chemiker am 23. Jänner 1828 das auf zwei Jahre befristete ausschließende Privileg verliehen, im Rahmen der Oesterreichischen Gesellschaft zur Beleuchtung mit tragbarem Gas an der in technischer Beziehung anstandslos erklärten Verbesserung der tragbaren Gasbeleuchtung umfänglich zu arbeiten. Bereits am 4. Juni 1828 wurde Pfendler für die Dauer von sechs Jahren ein weiteres einschlägiges Privileg zuerkannt. 1830 wurden Teile des am 25. Jänner 1828 (recte: 23. Jänner 1828) erteilten Patents offiziell freigegeben.
Das in der Folge errichtete Gaswerk Roßau war das erste Gaswerk Wiens. 1830 wurde die niederösterreichische Statthalterei um die Erlaubnis ersucht, zur Versorgung von Privatkunden eine vom Werk Roßau (Porzellangasse 7) ausgehende Rohrleitung nach Wien-Innere Stadt legen zu dürfen. Diese Bewilligung wurde am 14. Mai 1832 erteilt, die Arbeiten für die Rohrlegung wurden im Herbst 1834 aufgenommen.
Prominente Kunden der Oesterreichischen Gesellschaft zur Beleuchtung mit Gas waren unter anderem die im (heute in der Ursprungsform nicht mehr vorhandenen) Annahof untergebrachte k.k. Akademie der bildenden Künste (Annagasse 3/Johannesgasse 4) sowie die Oesterreichische Nationalbank mit dem 1819–24 nach Plänen von Charles de Moreau errichteten Hauptgebäude (Herrengasse 17/Bankgasse 1). Ab Herbst 1839 wurde die von der Gesellschaft auf dem Neuen Markt erfolgreich in Betrieb genommene Straßenbeleuchtung weiter ausgebaut.
Wegen der hohen Kosten für die Steinkohle – es gab damals noch keine nach Wien führende Eisenbahnverbindung für einen kostengünstigen Transport der notwendigen Qualitätssteinkohlen – wurde das Gas aus Harz und Rübsamen-Ölen erzeugt.
1836 wurde über Georg Pfendlers gesamtes Vermögen der Konkurs eröffnet; am 1. März 1838 starb der 86 Jahre alt gewordene gewesene bürgerliche Apotheker in der Himmelpfortgasse 962 (spätere Entsprechung: Himmelpfortgasse 12) an Altersschwäche.
Nachdem 1842 die Imperial-Continental-Gas-Association mit dem Erwerb des Gaswerks Fünfhaus in Wien Fuß gefasst hatte, bemühte sich die Oesterreichische Gesellschaft zur Beleuchtung mit Gas um eine Ausweitung ihres Kundenstocks und ersuchte daher am 15. Oktober 1842 um die Erlaubnis, weitere Gasleitungen legen zu dürfen. Da dies am 26. April 1843 beiden in Wien tätigen Gasfabriken gestattet wurde, legte die Oesterreichische Gesellschaft zur Beleuchtung mit Gas dagegen Rekurs ein. Der Magistrat der Stadt Wien empfahl allerdings der Statthalterei, diesen Rekurs abzulehnen, denn die Monopolstellung eines einzigen Gaslieferanten in Wien war nicht erwünscht.
Da der Oesterreichischen Gesellschaft zur Beleuchtung mit Gas klar war, dass sie gegen die finanziell und technisch besser gestellte Imperial-Continental-Gas-Association nicht bestehen konnte, trat sie in Verkaufsverhandlungen mit der englischen Firma. Abgeschlossen wurden die Gespräche am 20. Oktober 1843, die Übergabe der technischen Anlagen erfolgte am 1. Jänner 1844.
Das Gaswerk Roßau wurde von der Imperial-Continental-Gas-Association 1846 stillgelegt, lediglich der Gasometer wurde noch bis 1852 weiterbetrieben.